# NGC 1227
NGC 1227 في الفهرس العام الجديد، هي مجرة، تقع في كوكبة حامل رأس الغول. اكتشفت في 10 يناير 1880 بواسطة إدوارد ستيفان.

## روابط خارجية
- NGC 1227 على موقع ويكي سكاي: DSS2, SDSS, GALEX, IRAS, Hydrogen α, X-Ray, Astrophoto, Sky Map, Articles and images